# Sonate K. 41
Pour les articles homonymes, voir K41.
La sonate K. 41 (F.552) en ré mineur est une fugue pour clavier du compositeur italien Domenico Scarlatti.

## Présentation
La fugue K. 41 en ré mineur, notée Andante moderato, est à quatre voix. Scarlatti laisse deux autres fugues de la même époque : les sonates K. 58 et 93. Toutes sont peu rigoureuses au regard du contrepoint strict. Ces trois sonates de jeunesse sont manifestement conçues pour orgue et sans doute antérieures à la célèbre fugue K. 30 (la cinquième et dernière étant la K. 417). Elles sont conformes à la tradition italienne de l'époque du compositeur, où « la fugue pour clavier était une manière et non un principe structurel ». Les fugues de Scarlatti sont « dominées par l'harmonie verticale de la basso continuo, sur quoi est appliquée une décoration de surface en style fugué ». Au-dessus des harmonies est disposé un « enchevêtrement de notes de passage, de retards, de syncopes […] donnant une impression de richesse ». Pour lui la forme est « démodée et archaïque ». L'œuvre est d'ailleurs parfois attribuée à son père et rappelle fortement Frescobaldi. Pestelli affirme que cette sonate fait « montre d'un très haut degré de compétence en contrepoint ».
Scarlatti voulait peut-être lui associer la sonate K. 96 qui précède la fugue dans Parme III, le volume se refermant avec cette paire. C'est un autre exemple de conclusion d'un recueil avec une fugue, à l'instar des Essercizi. La pièce ne figure pas dans le catalogue Longo, comme dix autres.
Alfredo Casella a utilisé cette sonate dans le premier mouvement de Scarlattiana, op. 44 (Rome, 1926), parmi les 88 mélodies tirées des œuvres de Scarlatti.

## Manuscrits
La sonate est publiée comme numéro 41 de l'édition Roseingrave (Londres, 1739) avec les K. 31 à 42 ; une copie manuscrite est dans Parme III 30 (Ms. A. G. 31408), ainsi que dans Münster V 12 et Vienne G 51, G 57  (VII 28011 G) et Q 15117 (no 12). Une autre à Saragosse, source 1, ms. B-2, fos 29v-30v.

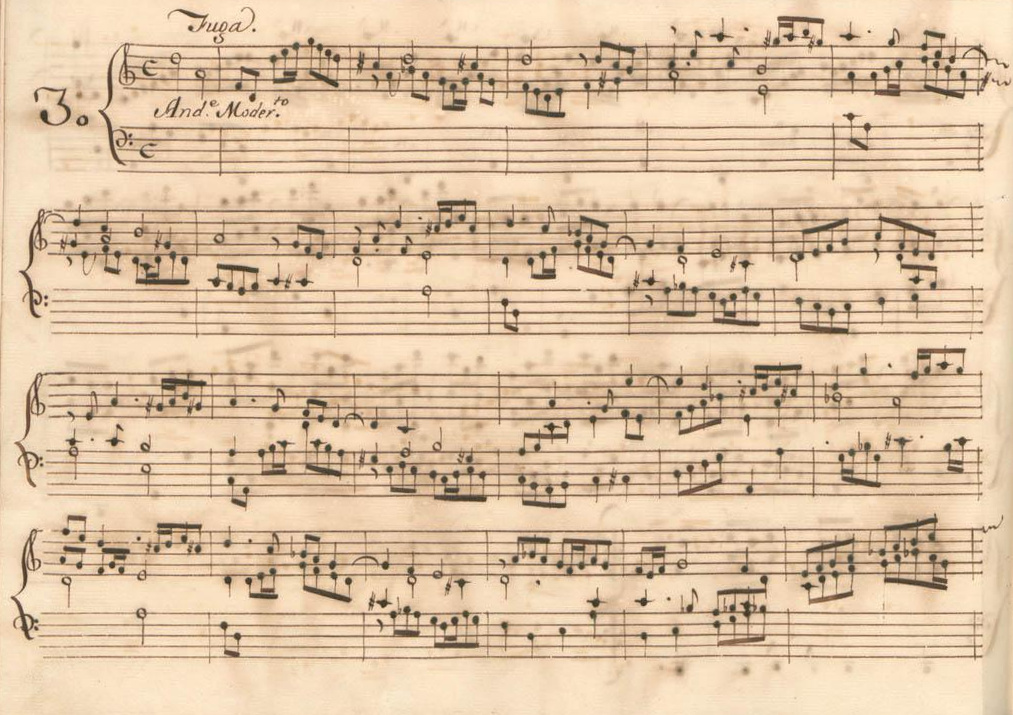
Parme III 30.
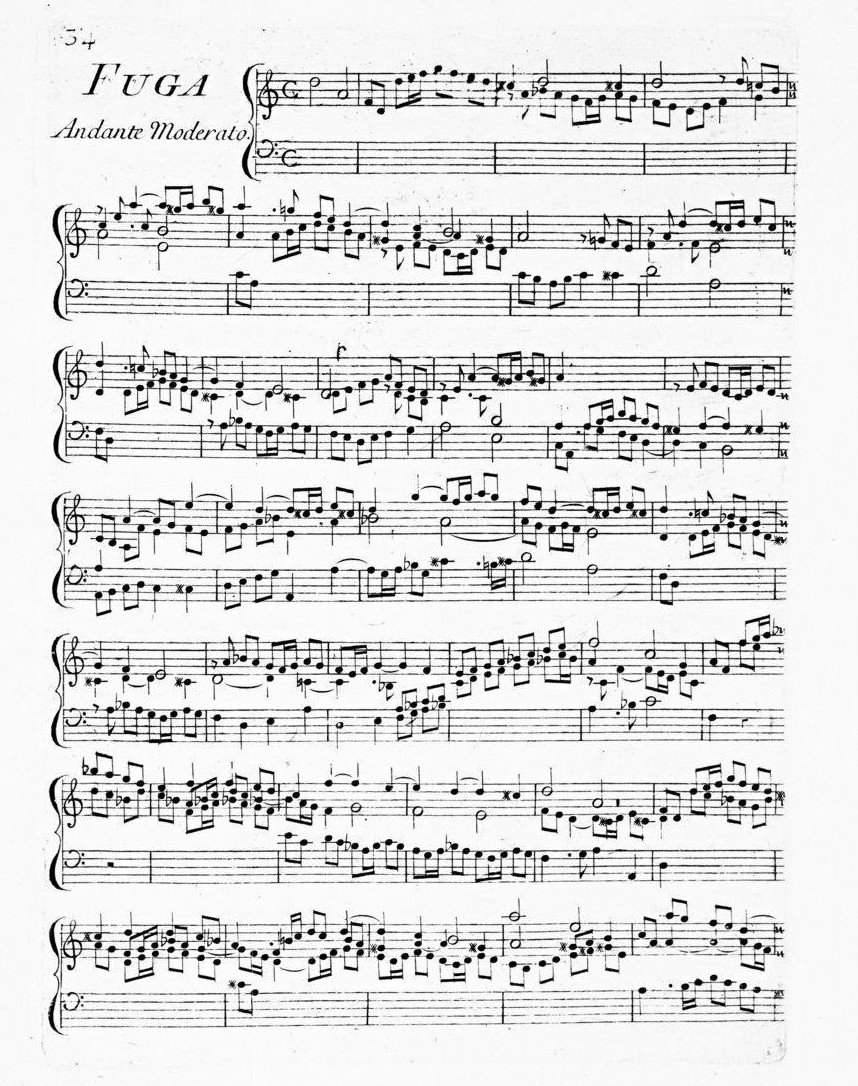
Édition Boivin, vers 1742.
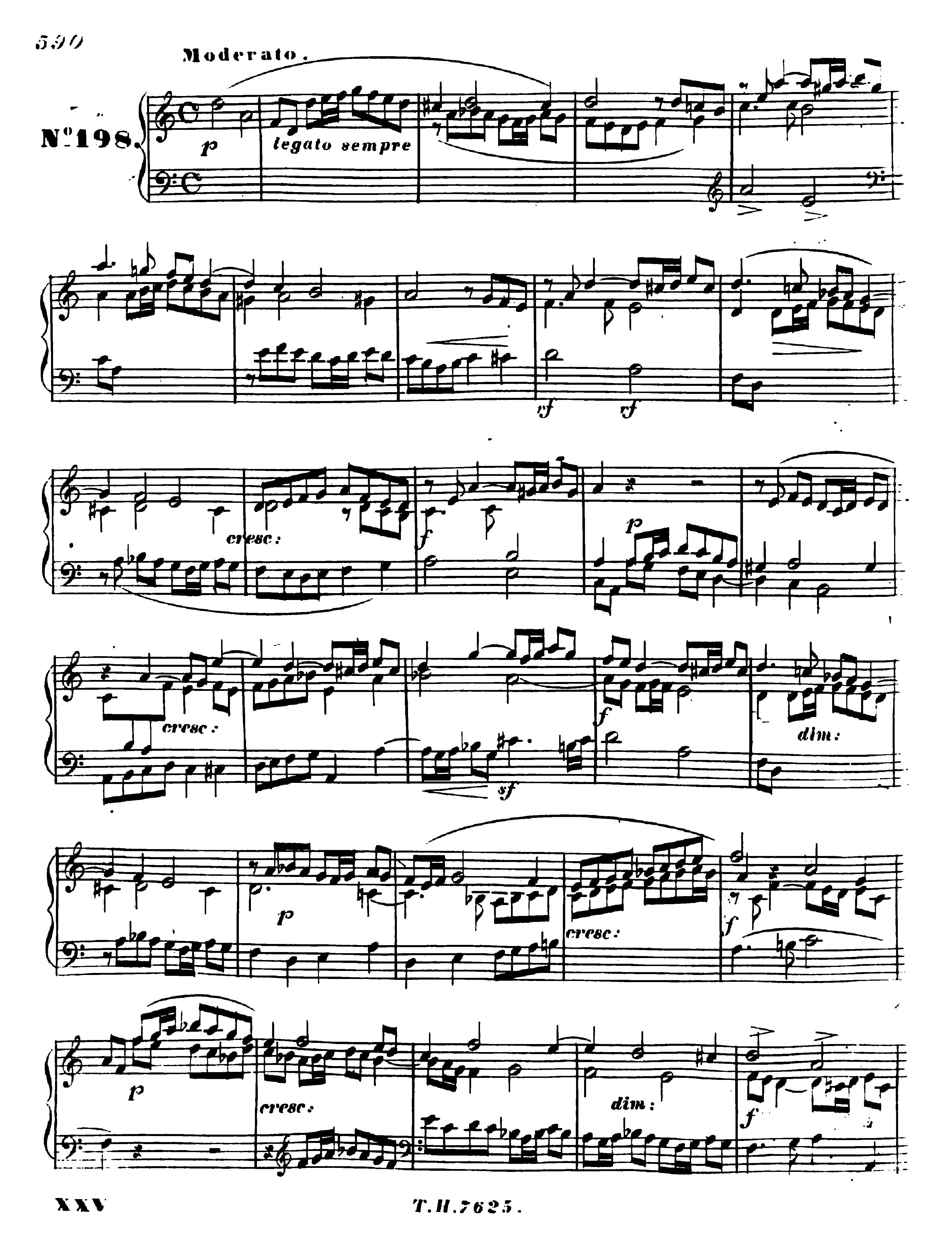
Édition Haslinger/Czerny, 1838.

## Interprètes
La sonate K. 41 est interprétée au piano par Fabio Grasso (2005, Accord), Colleen Lee (2007, Naxos, vol. 10) et Carlo Grante (2009, Music & Arts, vol. 2) ; au clavecin par Scott Ross (1985, Erato). À l'orgue Andrea Marcon (1996, Divox) l'a enregistrée sur l'instrument Gaetano Callido 1778/1779 de l'église San Nicolò de Trévise, Stefano Innocenti, à l'orgue Serassi de l'église San Liborio à Colorno (Parme) (1996, Discantica)  et Maria Cecilia Farina pour Stradivarius (vol. 9).

## Sources
: document utilisé comme source pour la rédaction de cet article.
- Ralph Kirkpatrick (trad. de l'anglais par Dennis Collins), Domenico Scarlatti, Paris, Lattès, coll. « Musique et Musiciens », 1982 (1re éd. 1953 (en)), 493 p. (OCLC 954954205, BNF 34689181).
- Alain de Chambure, « Domenico Scarlatti : Intégrale des sonates — Scott Ross », p. 178, Erato (2564-62092-2), 1985 (OCLC 891183737) .
- Guy Sacre, La musique pour piano : dictionnaire des compositeurs et des œuvres, vol. II (J-Z), Paris, Robert Laffont, coll. « Bouquins », 1998, 2430 p. (ISBN 978-2-221-08566-0).
- (en) W. Dean Sutcliffe, The Keyboard Sonatas of Domenico Scarlatti and Eighteenth-Century Musical Style, Cambridge / New York, Cambridge University Press, 2008, xi-400 (ISBN 978-0-521-07122-2, OCLC 1005658462).
- (en) Carlo Grante, « Domenico Scarlatti, intégrale des sonates pour clavier (vol. 2) », Music & Arts (CD-1291), 2009 (OCLC 840087257) .
- (es) Celestino Yáñez Navarro (thèse), Nuevas aportaciones para el estudio de las sonatas de Domenico Scarlatti. Los manuscritos del Archivo de Música de las Catedrales de Zaragoza, Université autonome de Barcelone, 2016 (lire en ligne), p. 209–244